# Flange
En flange er en ydre eller indre ribbe eller kant, som giver forøget styrke, sådan som det kendes fra flangerne på stålbjælker i I-jern. Flangen kan også være sikrende, som flangen på indersiden af et jernbanehjul. Desuden kan en flange tjene som fastgørelseshjælp som fx flangen ved enden af et rør eller ved en kameralinse.